# 富士市立天間小学校
富士市立天間小学校 （ふじしりつてんましょうがっこう）は、静岡県富士市にある公立の小学校。

## 概要
1979（昭和54）年4月1日、鷹岡小学校の児童数増加と、天間地区に学校を要望する住民の声により、市内22校目の小学校として開校した。
重点目標は「心をつなぐ」。

## 行事
- イチゴ狩り
- リレー会
- 運動会
- 音楽鑑賞会
- 天間っ子フェスティバル

## 著名な卒業生
- 川口能活（プロサッカー選手、元日本代表GK）

## 学校周辺
学校周辺には水田が広がり、西側には潤井川が流れる。
- 新東名高速道路
- 富士根駅
- トーヨーカラー富士製造所
- 潤井川
- てんま保育園